# Paul Bedjan
Paul Bedjan, né le 27 novembre 1838 à Khosrova (actuellement Salmas), dans la province iranienne d'Azerbaïdjan occidental, et mort le 9 juin 1920 à Nippes (quartier de Cologne), est un prêtre catholique (de la congrégation des Lazaristes) et un orientaliste.

## Biographie

### Jeunesse
Il était originaire de la région du lac d'Ourmia, dont la population était en grande partie chrétienne. La ville de Khosrova était l'un des principaux lieux d'implantation de l'Église catholique chaldéenne, de rite oriental, mais unie à la papauté. Les Lazaristes y fondèrent un séminaire en 1846, et Paul Bedjan, d'une famille riche et influente de la ville, fut parmi les dix-huit élèves qui y furent admis la première année. Il eut comme professeurs les missionnaires Joseph Darnis (1814-1858), qui donnait un cours de théologie en néo-araméen, et Augustin Cluzel (1815-1882). Les langues étudiées étaient le français, le latin et le néo-araméen (le soureth).
En octobre 1856, à dix-sept ans, il arriva à Paris pour devenir novice de la congrégation des Lazaristes. Après avoir intégré la congrégation (et être passé au rite latin), il fut ordonné prêtre le 25 mai 1861. Il repartit alors pour Khosrova comme missionnaire. En 1862, il fut transféré à Ourmia. Ensuite, jusqu'en 1880, il séjourna alternativement dans l'une et l'autre ville, s'occupant de prédication et de conversion des « nestoriens », dans un contexte de rude concurrence avec les missionnaires protestants américains également très actifs dans la région. En 1877, il fut nommé supérieur par intérim de la mission de Khosrova. En 1880, à quarante-et-un an, il demanda son transfert à Paris et l'obtint. Il ne devait plus revoir son pays natal.

### Travaux d'édition et de traduction
De 1880 à 1884, il fut affecté au siège central de l'ordre des Lazaristes à Paris. Il entreprit en 1883 l'édition du bréviaire chaldéen, tâche qui aboutit à sa publication en quatre volumes en 1886-1887. Sa première publication avait été en 1885 la traduction en néo-araméen de l'Imitation de Jésus-Christ de Thomas a Kempis. Tous ses livres (quarante de 1885 à 1912) devaient être imprimés par la maison W. Drugulin, de Leipzig, spécialisée dans l'impression de livres orientaux.
Dès son retour à Paris, il était entré en contact avec l'orientaliste Rubens Duval, à qui il fournit des textes néo-araméens de la région du lac d'Ourmia, qu'il aida à traduire (publication d'un recueil sous le nom de R. Duval en 1883), et qu'il mit en contact avec les Lazaristes de Khosrova.
De novembre 1884 à mars 1885, il séjourna à Rome pour ses travaux sur le bréviaire chaldéen, et il y rencontra l'orientaliste italien Ignazio Guidi. Ensuite il fut affecté à Ans, dans la banlieue de Liège, comme chapelain de la maison provinciale des Filles de la Charité (branche féminine des Lazaristes). Il y resta de 1885 à 1900. Ce poste relativement peu absorbant lui avait été attribué pour qu'il pût se consacrer à ses travaux d'édition. Il fut alors en relations avec les orientalistes de l'université de Louvain (Albin van Hoonacker (en), J.-B. Abbeloos, Th. J. Lamy), et avec Jean-Baptiste Chabot.
Ses principales publications furent alors:
- Histoire de Mar Yabalaha, Patriarche, et de Rabban Sauma (1888 sur un manuscrit, 1895 avec quatre autres manuscrits);
- Chronicon syriacum de Bar Hebraeus (1890);
- Acta Martyrum et Sanctorum (sept volumes entre 1890 et 1897);
- la version syriaque de l'Histoire ecclésiastique d'Eusèbe de Césarée (1897);
- l'Ethicon, le Livre de la colombe et le Nomocanon de Bar Hebraeus (1898).

Entre 1900 et 1902, il fut affecté dans un collège à Theux. En 1902, il devint à nouveau chapelain dans une maison des Filles de la Charité, cette fois à Nippes, dans la banlieue de Cologne. Son œuvre d'éditeur se poursuivit:
- le Liber Superiorum de Thomas de Marga (1901);
- l'Histoire de Mar Sahdona (1902);
- les Homélies d'Isaac d'Antioche (1903);
- les Homélies de Jacques de Saroug (cinq volumes entre 1905 et 1910);
- l'Histoire d'Isaac de Ninive (1909);
- le Livre d'Héraclide de Damas de Nestorius (1910, avec François Nau et Maurice Brière).

En 1912, il publia Vies de saints, une réécriture en néo-araméen de certains textes des Acta Martyrum et Sanctorum (hagiographies en syriaque). À la demande de ses collègues de la mission de Khosrova, il se mit ensuite à travailler à une traduction annotée de la Bible en néo-araméen, qu'il acheva avant sa mort, mais qui ne fut jamais publiée. Il mourut dans la maison des sœurs à Nippes, âgé de quatre-vingt-un ans.